# Iglesia San Sebastián (Cuenca)
La iglesia de San Sebastián está ubicada en el límite oeste del Centro Histórico de Cuenca y constituye el hito central del barrio tradicional que lleva su nombre, entre las calles Bolívar y Coronel Talbot, en la parroquia San Sebastián. 

## Historia
Existen documentos del siglo XVI en donde se hace referencia a la “ermita” de los santos mártires Fabián y Sebastián.  De acuerdo a esta historia con el tiempo se olvida al primer santo y se comienza a hablar solamente de la ermita de San Sebastián y desde 1692 de la “Parroquia de los Indios” del mismo nombre.
Un acontecimiento importante que ocurrió en la plaza contigua a la iglesia fue el asesinato del médico Juan Seniergues miembro de la Misión Geodésica francesa. Esto ocurre en el año de 1739 durante una fiesta popular de toros que se celebraba en la plaza de San Sebastián. La causa de su asesinato fue por los amoríos que este personaje francés tenía con una mujer de pueblo llamado Manuela Quezada. Este triste suceso fue tomado en Europa como un hecho de barbarie y de fanatismo religioso.

## Estructura
La iglesia de San Sebastián tuvo su última restauración hace pocos lustros. El exterior de la iglesia remata con una alta cúpula que se eleva sobre el ábside y con una torre que corona el lado izquierdo de la fachada. La iglesia cuenta con una preciosa puerta de madera labrada de acceso al templo. En el borde delantero de su plazoleta se levanta la tradicional y venerada Cruz de San Sebastián. El interior de la de la Iglesia está dividido en tres naves, mediante pilares de madera.  

## Parque San Sebastián

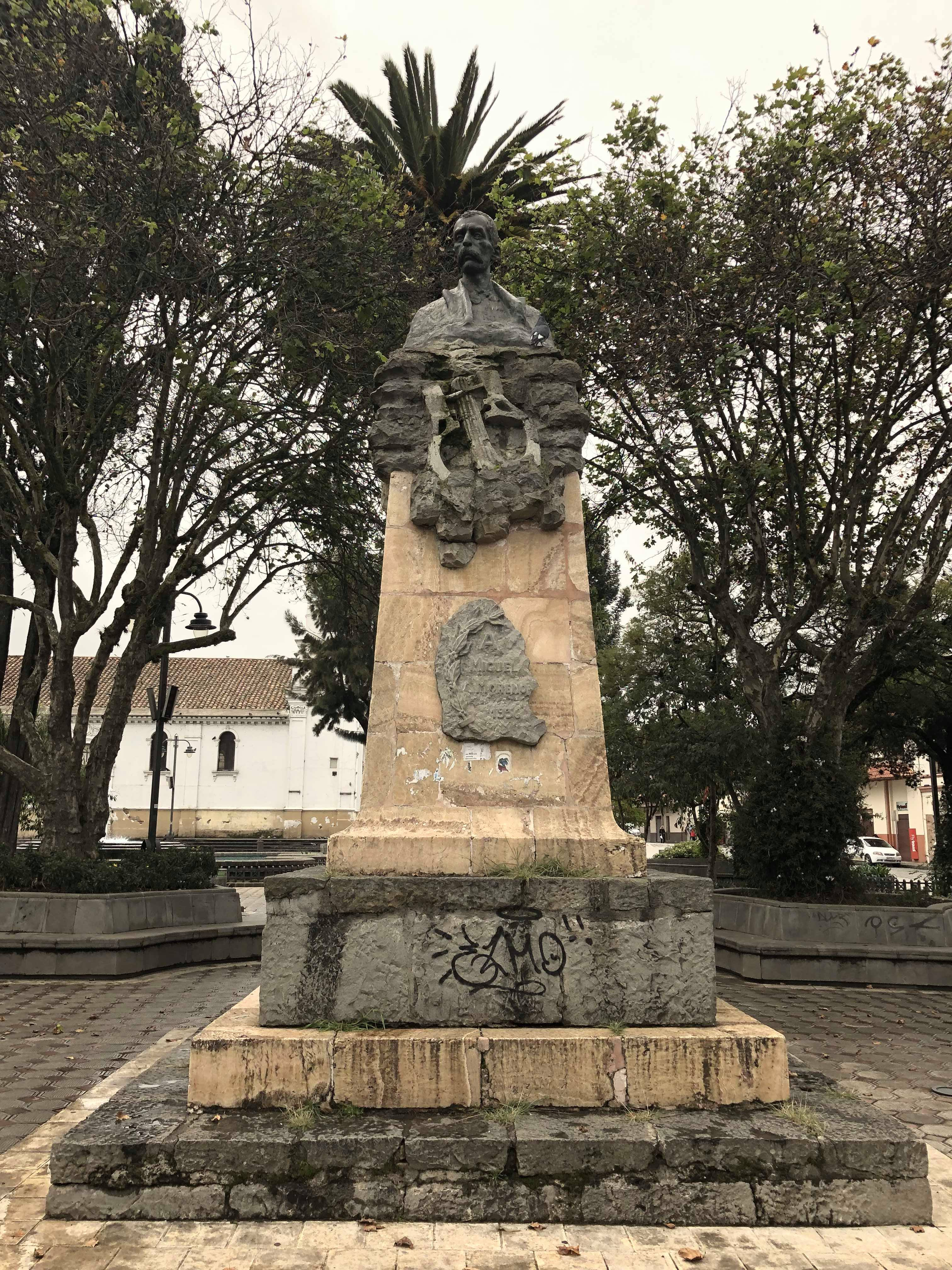
Busto en honor al Dr. Miguel Moreno.

El parque se encuentra al costado derecho de la iglesia, rodeado de árboles y en su centro se encuentra un busto en honor al Doctor Miguel Moreno un notable poeta nacido en la hacienda Tutupali, en las cercanías de Cuenca. Al frente del parque se encuentra el Museo de Arte Moderno, uno de los espacios más importantes del mundo de la cultura de Cuenca.